# Le Bramafan
Le Bramafan est une rivière du canton de Vaud, en Suisse.

## Hydronymie
Le Bramafan tire l'origine de son nom du verbe vaudois bramâ lui-même originaire du radical germanique *breman qui signifie mûgir et du nom vaudois fan qui signifie faim en français. Ceci est en allusion à un lieu où le bétail n'a rien à manger à cause de terres trop pauvres et « crie famine ». Par analogie, ce terme s'applique aussi à un ruisseau souvent à sec et dans lequel le bétail ne peut pas boire souvent.

## Parcours
Le Bramafan prend sa source en lisière de forêt au lieu-dit « Grange Neuve » au nord du Coudray, sur la commune de Bavois. Il coule en direction du nord-nord-est dans les « Vaux » sur une distance de 415 m. Il se jette dans le Talent.

## Galerie de photos

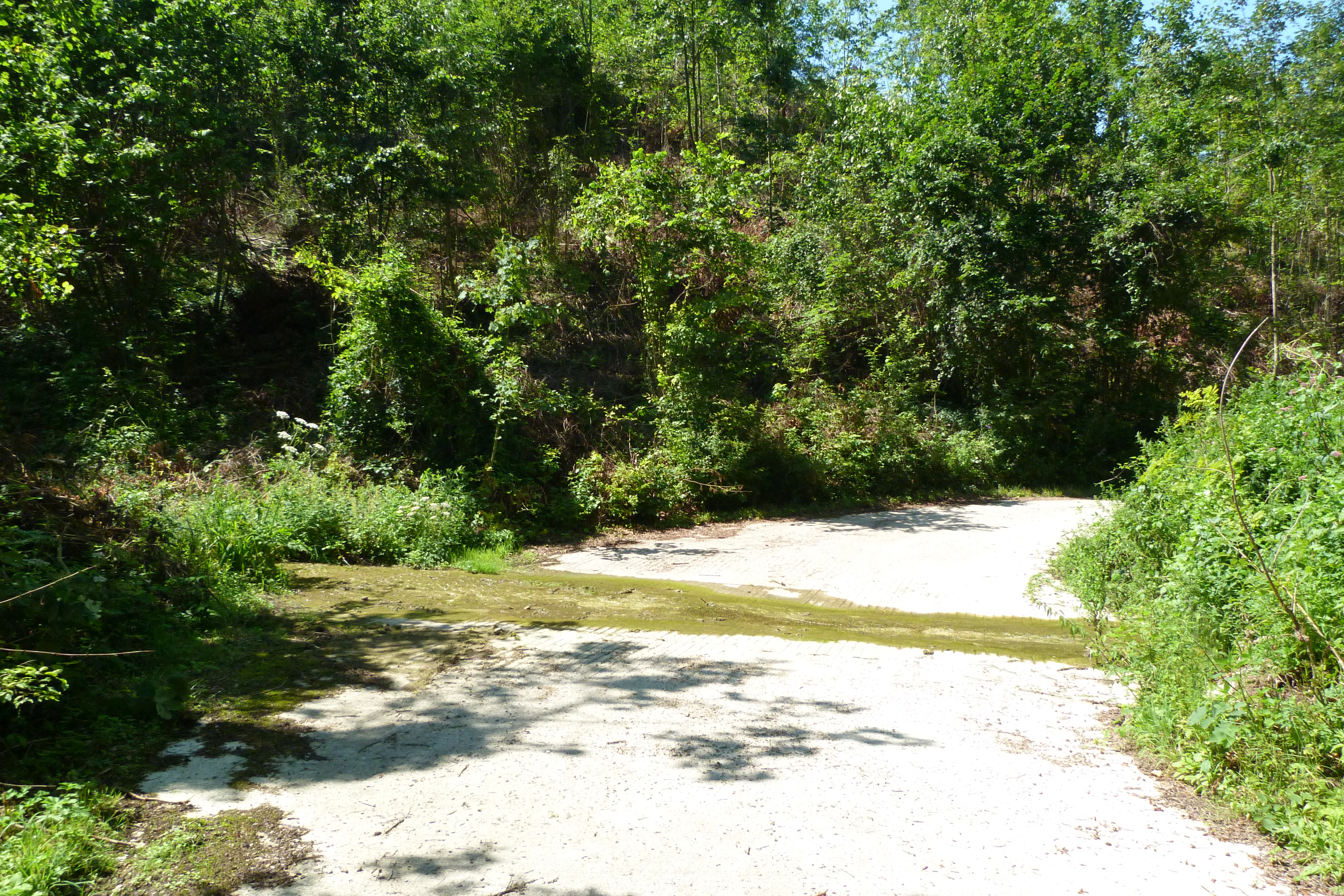
Le Bramafan (Passage en surface)
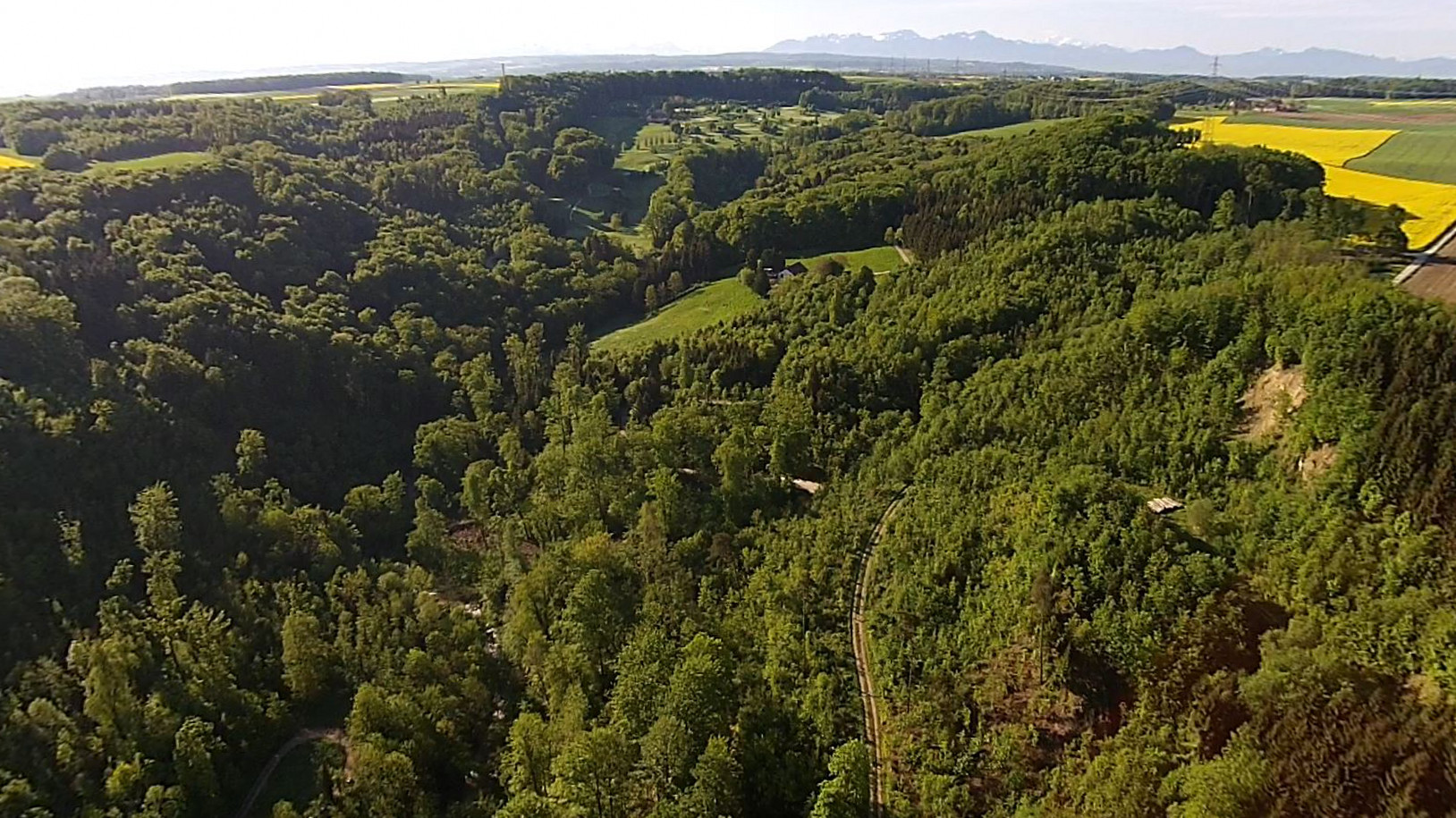
Bois des Vaux à Bavois
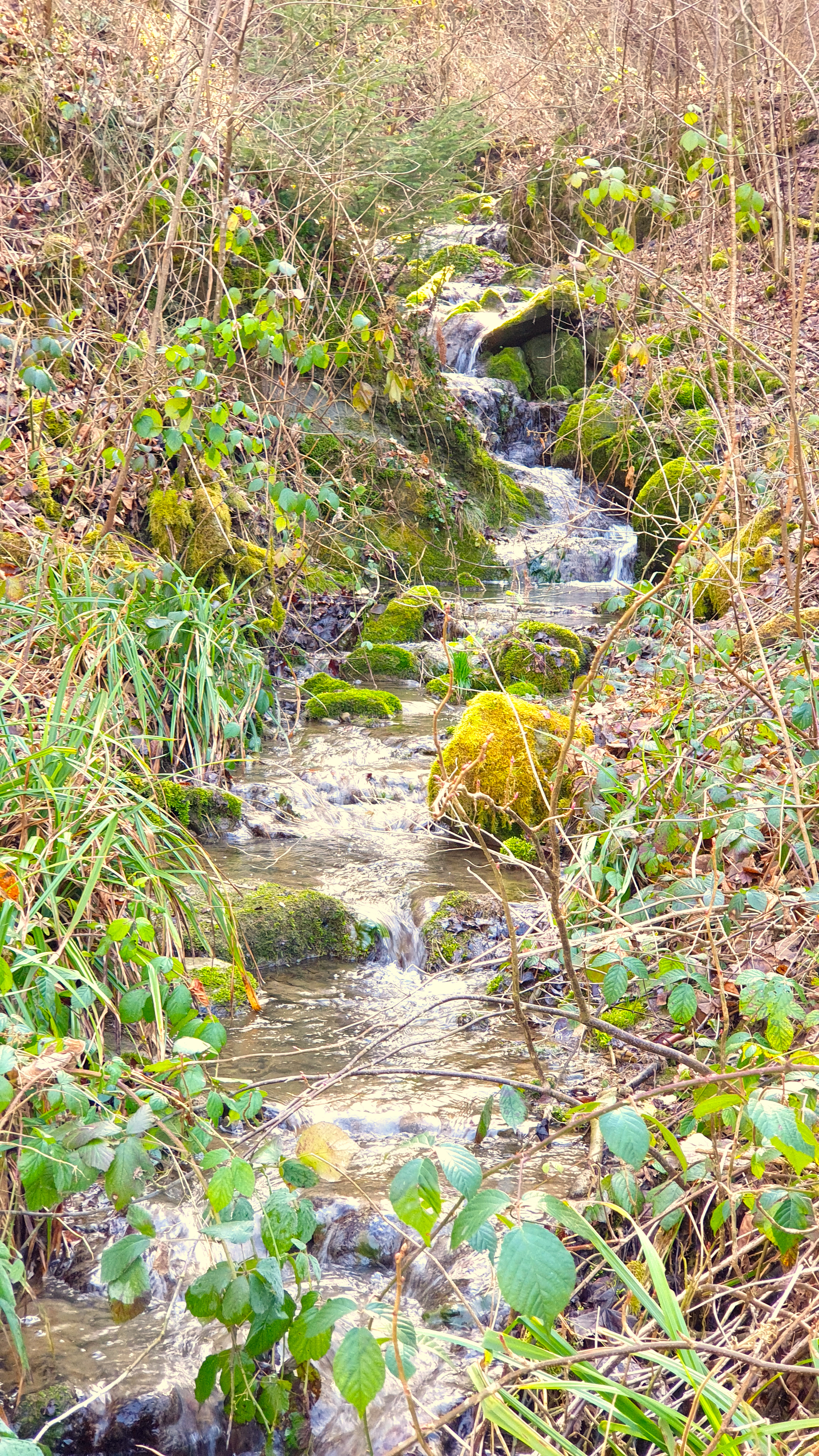
Le Bramafan (février 2022)